# 帕里克斯希特加尔
帕里克斯希特加尔（Parikshitgarh），是印度北方邦Meerut县的一个城镇。总人口17399（2001年）。

## 人口
该地2001年总人口17399人，其中男性9104人，女性8295人；0—6岁人口2926人，其中男1570人，女1356人；识字率58.89%，其中男性为67.76%，女性为49.16%。